# Viktor Ljubić
Viktor Ljubić (Zadar, 18. travnja 1902.), u službenim statistikama Međunarodnog olimpijskog odbora vodi se pod talijaniziranim imenom Vittorio Gliubich, hrvatski je veslač koji je za tadašnju Kraljevinu Italiju osvojio brončanu medalju u osmercu na Olimpijskim igrama u Parizu 1924. godine.
Posada koja je osvojila brončanu medalju uz Viktora Ljubića imala je u sastavu još pet Hrvata, tri brata Katalinić: Šimuna, Franu i Antu, te Petra Ivanova i Bruna Sorića, kao i tri Talijana: Carla Toniattija, Latina Galassa i Giuseppea Grivellija.

## Vanjske poveznice
- Osobni profil
- Posada